# Pierre de Francheville
Pour les articles homonymes, voir Francheville.
Pierre de Francheville (14 juillet 1649 - 7 août 1713) est un prêtre canadien qui fut le secrétaire de Mgr de Laval et qui développa plusieurs paroisses de la colonie.
Né le 14 juillet 1649 aux Trois-Rivières, fils de Marin De Repentigny, sieur de Francheville et de Jeanne Jallaut, était secrétaire de Mgr de Laval lorsqu'il fut ordonné prêtre, le 19 septembre 1676, et desservait Beauport en 1678. 
Il fut nommé en 1683 curé de Saint-Jean et Saint-Laurent sur l'île d'Orléans ; il en partit pour être curé de Saint-Pierre-de-l'Île, en 1688.  Il était curé de la Rivière-Ouelle, quand la flotte anglaise voulut y faire un débarquement, 1690 ; il se mit à la tête de ses paroissiens, et repoussa victorieusement les ennemis. 
En 1698, il fut nommé curé du Cap Saint-Ignace. Il mourut à Montréal le 7 août 1713, à l'âge de 64 ans. Ce prêtre se distinguait par sa piété et son activité.

## Hommages
La MRC de Francheville est nommée en son honneur.